# Angraecum cadetii
Angraecum cadetii là một loài lan đặc hữu của Mauritius và Réunion. Loài này được đặt tên theo tên nhà thực vật học Teresa Cadet. Được biết đây là loài có hoa duy nhất được thụ phấn nhờ côn trùng dế mèn, đặc biệt là loài thuộc chi Glomeremus, họ Gryllacrididae.